# Kalın, Yıldızeli
Kalın là một thị trấn thuộc huyện Yıldızeli, tỉnh Sivas, Thổ Nhĩ Kỳ. Dân số thời điểm năm 2011 là 1.299 người.